# 인천계양초등학교
인천계양초등학교는 대한민국 인천광역시 계양구 장기동에 있는 공립 초등학교이다.

## 연혁
| 1932년 | 12월 3일  | 계양공립보통학교 개교(4년제 2학급)              |
| 1932년 | 12월 3일  | 초대 백태현 교장 취임                           |
| 1938년 | 4월 1일   | 계양공립심상소학교로 개칭                       |
| 1941년 | 4월 1일   | 계양공립국민학교로 개칭                         |
| 1942년 | 4월 1일   | 6년제 6학급 편성                                |
| 1981년 | 3월 1일   | 병설유치원 설치                                 |
| 1989년 | 1월 1일   | 인천직할시로 편입                               |
| 1994년 | 3월 1일   | 특수학급 설치                                   |
| 1995년 | 3월 1일   | 상야분교장 편입                                 |
| 1996년 | 3월 1일   | 인천계양초등학교로 개칭                         |
| 2004년 | 8월 30일  | 계양어린이도서관 준공 개관식                    |
| 2004년 | 12월 20일 | 과학실 현대화 시설 개·보수                      |
| 2007년 | 4월 2일   | 유치원 종일반 개원                              |
| 2007년 | 4월 26일  | 방과후 돌봄교실 개원                            |
| 2008년 | 5월 30일  | 다목적 체육장 준공                              |
| 2010년 | 4월 10일  | 신관동 로비 공사(6T 환경 조성 및 실내정원 조성) |
| 2010년 | 8월 1일   | 지역사회 커뮤니티조성을 위한 ‘우정의 숲’ 완공   |
| 2010년 | 10월 28일 | 급식실 현대화 사업 및 아동 식당 신설            |
| 2016년 | 9월 1일   | 제27대 박한윤 교장 취임                         |
| 2017년 | 2월 10일  | 제83회 졸업(졸업생 78명, 총 7,040명 졸업)       |
| 2017년 | 2월 28일  | 과학실험실 현대화 사업                          |
| 2017년 | 2월 28일  | 창의 융합실, 진로 활동실, 학습자료실 설치       |
| 2017년 | 3월 2일   | 다목적강당(목백합관) 개관                       |

## 학교 상징
- 교화 - 장미 : 정열, 사랑, 밝음
- 교목 - 목백합 : 굳셈, 수려, 인내

## 참고 자료
- 인천계양초등학교 - 한국교육학술정보원 학교알리미